# Паулин Йоркский
Паули́н Йо́ркский (англ. Paulinus of York; умер 10 октября 644 года, Рочестер, Кент) — римский миссионер в Британии и первый епископ Йоркский. Член второй группы григорианской миссии, посланной папой римским Григорием I для обращение в христианство англосаксов-язычников. 
Паулин прибыл в Кентское королевство в 604 году, а предположительно в 625 году стал епископом. Он сопровождал в Нортумбрию для брака с королём Эдвином сестру короля Кента Этельбургу. Паулин использовал эту миссию, чтобы обратить в христианство самого Эдвина и многих его подданных. Одной из новообращённых была будущая святая Хильда из Уитби. Позже Паулин восстановил кафедру в Йорке и стал первым епископом Йоркским после возвращения христианства в эти земли. В 633 году, когда умер король Эдвин, Паулин и Этельбурга бежали из Нортумбрии, оставив проповедовать христианство Иакова Диакона. Паулин вернулся в Кент, где стал епископом Рочестера, и оставался в этом сане до конца жизни. После своей смерти в 644 году Паулин был причислен к лику святых и ныне почитается в православной, римско-католической и англиканской церквях.

## Биография

### Ранняя жизнь
Паулин был монахом в Риме и служил, по данным некоторых источников, в местном монастыре Святого Андрея. По происхождению он, вероятно, был итальянцем и уроженцем Рима. Беда Достопочтенный, писавший в начале VIII века, описывает Паулина как «человека высокого роста, немного сутулого, с чёрными волосами и худым лицом, крючковатым и тонким носом».
Паулин вошёл в состав второй группы миссионеров, посланной папой Григорием I в 601 году в Англию с целью обратить англосаксов в христианство. Возглавлял группу будущий епископ Лондонский Меллит, который должен был стать помощником архиепископа Кентерберийского Августина — главы всей миссии. Помимо основной цели у миссионеров была и второстепенная: они везли папские письма епископам Галлии, через которую шёл их путь, и королю и королеве франков, а также указания для Августина, касающиеся того, как должна распространяться религия в Англии. Папа также сообщал, что желает видеть Йорк главой северных провинций, что определило дальнейшую деятельность Паулина. Часть миссионеров, в числе которых был Паулин, прибыла в Кентское королевство в 604 году, но о последующей жизни будущего епископа до его отбытия в Нортумбрию данных практически нет.
Предположительно Паулин оставался в Кенте до 625 года, хотя существует версия, что в период до 616 года он побывал с проповеднической миссией в Восточной Англии. В 625 году король Нортумбрии Эдвин пожелал жениться на сестре кентского короля Эдбальда Этельбурге; он пообещал, что его супруга-христианка будет исповедовать веру по своему выбору и что не будет никаких притеснений по отношению к верованиям её свиты. Кроме того, Эдвин согласился принять христианство, если сам он и его советники сочтут эту религию более предпочтительной, нежели язычество. Было решено, что Паулин отправится в Нортумбрию вместе с Этельбургой, где сможет ежедневно проповедовать и совершать таинства для укрепления своих прихожан в их вере и сохранения от скверны язычества; требовалось, чтобы Паулин пребывал в сане епископа, в который был рукоположен 21 июля архиепископом Кентерберийским Юстом.
Сложно определить точною дату свадьбы Этельбурги: сохранившиеся папские письма к Эдвину, в которых короля призывают к обращению в христианство, предполагают, что Эдбальд только недавно стал христианином, а это вступает в противоречие с хронологией Беды. Историк Ди Пи Кирби утверждает, что Паулин и Этельбурга могли отбыть в Нортумбрию ранее 624 года, и что Паулин отправился на север не в сане епископа, а как простой священник, вернувшись позже для рукоположения. С точкой зрения Кирби согласен другой историк — Генри Мейр-Хартинг. Ещё один исследователь, Питер Хантер Блэр, утверждает, что Этельбурга вышла за Эдвина до 625 года, но в Нортумбрию отбыла только в 625 году. Если верна версия Кирби, то дата рукоположения Паулина должна быть перенесена на один год — на 21 июля 626 года.
Беда Достопочтенный сообщает, что в Нортумбрии Паулин наставлял в религиозных вопросах не только тех, кто прибыл в страну с королевой, но и местных язычников, хотя первое время они сопротивлялись.

### Епископ Йоркский
На Пасху 626 года, 19 апреля, Этельберга в результате непростых родов разрешилась дочерью, названной Энфледой; согласно Беде Достопочтенному, Паулин сказал королю Эдвину, что девочка родилась благодаря его молитвам. Рождение Энфледы совпало с покушением 17 апреля на Эдвина наёмника Эомера, подосланного королём Уэссекса Квихельмом; Квихельм был недоволен растущим могуществом Эдвина и опасался, что он нападёт на его королевство. Эомер получил аудиенцию у короля, якобы, чтобы передать послание от своего правителя, и напал на Эдвина с отравленным кинжалом; жизнь королю спас глубоко верующий слуга-христианин Лилла. Эдвин поклялся обратиться в христианство, если он одержит победу над Уэссексом, а его королева выздоровеет. Для гарантии выполнения своего обещания Эдвин позволил Паулину крестить новорождённую дочь (по другой версии, она была крещена вместе с отцом позднее) и ещё одиннадцать членов семьи в День Святой Троицы 8 июня или в канун этого дня.
Однако сам Эдвин не спешил менять веру сразу же после военных успехов; он обратился в христианство только после того, как Паулин раскрыл ему подробности некоего события (часто называемого сном), случившегося с Эдвином до вступления на престол во время изгнания при дворе короля Восточной Англии Редвальда. Согласно Беде, незнакомец сказал Эдвину, что в будущем он получит власть, когда некто положит руку ему на голову. Когда Паулин рассказал об этом Эдвину, то положил руку на голову короля, что стало необходимым доказательством для последнего. Агиография Григория I, написанная в конце VII века, утверждает, что Паулин и был тем незнакомцем в видении Эдвина; по другой версии, незнакомцем был человек, знавший Паулина и поведавший ему эту историю. Если незнакомцем был Паулин, то можно предположить, что до 616 года он действительно провёл некоторое время при дворе Редвальда, пытаясь вернуть его к вере, хотя Беда Достопочтенный ничего не упоминает об этой поездке.
Маловероятно, что Эдвин обратился в христианство под действием сверхъестественного; скорее всего, произошло это после длительных уговоров Паулина. Нортумбрийская знать, вероятно, была готова к этому, а король также получил письма от папы Бонифация V, призывавшие его перейти в христианство. В конечном итоге Эдвин, его сыновья и многие члены его двора были крещены в Йорке в день Пасхи, 12 апреля 627 года, в свежеотстроенной деревянной церкви, названной церковью Святого Петра; до этого король отдал приказ разрушить языческие храмы и уничтожить жертвенники. Среди последователей Эдвина в тот день была его тринадцатилетняя внучатая племянница Хильда из Уитби, которая позднее стала настоятельницей первого монастыря в Уитби, а также, вероятно, дочь Эдвина Энфледа, позднее сменившая Хильду на посту настоятельницы Уитби.
После крещения Эдвина Паулин с разрешения короля приступил к осуществлению плана папы Григория I, согласно которому Йорк должен был стать второй митропольной епархией в Англии. Паулин создал епископскую кафедру в Йорке, став таким образом первым епископом Йоркским после возвращения христианства в эти земли, и построил церковь, следы которой были утеряны в более поздние годы. Церковь была построена из камня в форме квадрата, с маленькой деревянной часовней в центре; стены церкви так и не были возведены до конца. Паулин продолжал много путешествовать по королевству, проповедуя и обращая в христианство всех желающих, а также занимался строительством церквей. Одна история рассказывает, что во время пребывания с Эдвином и Этельбургой в их дворце в Йеверинге Паулин провёл 36 дней, занимаясь крещением новообращённых. Свои проповеди Паулин читал близ реки или другого водоёма, чтобы сразу можно было окрестить новообращённых.
Паулин также был активным миссионером в королевстве Линдси, и его миссионерская деятельность распространялась далеко за пределы королевской власти Эдвина. Церковь, построенная Паулином в Линкольне, отождествляется с церковью Святого Павла на поруках; название церкви, вероятно, является искажением имени самого Паулина. После смерти Юста Кентерберийского, случившейся между 627 и 631 годами, Паулин остался единственным римским епископом в Англии и посвятил в сан архиепископа Кентерберийского другого григорианского миссионера — Гонория.

### Епископ Рочестера

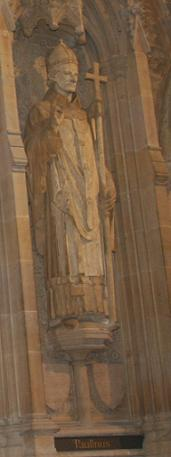
Статуя святого Паулина в Рочестерском соборе

Эдвин потерпел поражение от войск короля Мерсии Пенды и погиб в битве при Мейкене в 633 году, согласно традиции — 12 октября. Дата битвы вызывает некоторые сомнения: папа Гонорий I в июне 634 года писал Паулину и Гонорию Кентерберрийскому, что посылает каждому из них паллий — элемент литургического облачения, символизировавший власть епископа или архиепископа. Письмо папы не показывает даже намёка на то, что известие о смерти Эдвина достигло Рима почти через девять месяцев после предполагаемой даты битвы. По мнению Кирби, неосведомлённость папы говорит о том, что битва состоялась в 634 году. Поскольку паллий был доставлен Паулину уже после бегства из Нортумбрии, Паулин не смог пользоваться им, будучи епископом Йоркским.
Поражение и смерть короля Эдвина привели к распаду его королевства. Кроме того, христианству в Нортумбрии был нанесён тяжёлый удар, поскольку преемники Эдвина вернули страну в прежнюю веру, начав «языческую контрреформацию»; правда, дьякон Иаков, ранее помогавший Паулину проповедовать в Нортумбрии, оставался на севере, где весьма успешно продолжал миссионерское дело. Сам Паулин вместе с вдовой Эдвина, её сыном и дочерью, а также внуком покойного короля, вынуждены были уехать в Кент. Позднее сын и внук Эдвина были отправлены ко двору короля франков Дагоберта I, который состоял в родстве с Этельбургой. Беда Достопочтенный отмечает, что, поскольку именно он привёз Этельбургу в страну, у Паулина, вероятно, не было выбора, и он не мог остаться в Нортубрии, даже если хотел. В Кенте Паулин был радостно встречен королём Эдбальдом и, поскольку пост епископа Рочестера после смерти епископа Романа примерно в 627 году оставался вакантным, Паулин принял его после уговоров короля и архиепископа Кентерберийского Гонория.

### Смерть и почитание
Паулин умер в Рочестере по разным данным 10 октября 644 или 645 года; последняя дата основывается на аргументах Кирби касаемо рукоположения Паулина в сан. Он был похоронен в сакристии церкви Святого Андрея в Рочестере. Его преемником в стал Ифамар — первый англосакс, посвящённый в сан Гонорием, членом Григорианской миссии. После своей смерти Паулин был причислен к лику святых, день памяти — 10 октября. Когда в Рочестере был построен собор, мощи Паулина, помещённые в серебряную раку, были перенесены в новый храм в конце XI века. Часть мощей (кости и зубы) хранятся в Йоркском соборе. Паулину был посвящён храм в Кентербери, а также по меньшей мере пять церквей. Хотя в Рочестере хранилось несколько реликвий, связанных с Паулином, его культ, вероятно, начал распространяться позднее — уже после Нормандского завоевания. Паулин почитается в православной, римско-католической и англиканской церквях.
Миссионерскую деятельность Паулина оценить трудно. Беда Достопочтенный отмечает, что миссия Паулина в Нортумбрии была успешной, но этому мало доказательств. Более вероятно, что труды Паулина были малоэффективны: хотя Осрик, один из преемников Эдвина, был обращён в христианство Паулином, он вернулся в язычество после смерти короля. Наибольшее влияние Паулин оказал на Хильду из Уитби, ставшую настоятельницей влиятельного монастыря. Повторная христианизация Нортумбрии пришла с севера Британии, с шотландского острова Айона, благодаря ирландским миссионерам Шотландско-ирландской церкви, имевшей с Римом спорные вопросы о божественной литургии.

## Комментарии
1. ↑  Паллий Паулину был отправлен папой по личной просьбе короля Эдвина[18].
2. ↑  Йорк стал архиепископством только в 735 году[19].